# Wybory prezydenckie w Osetii Południowej w 2011 roku

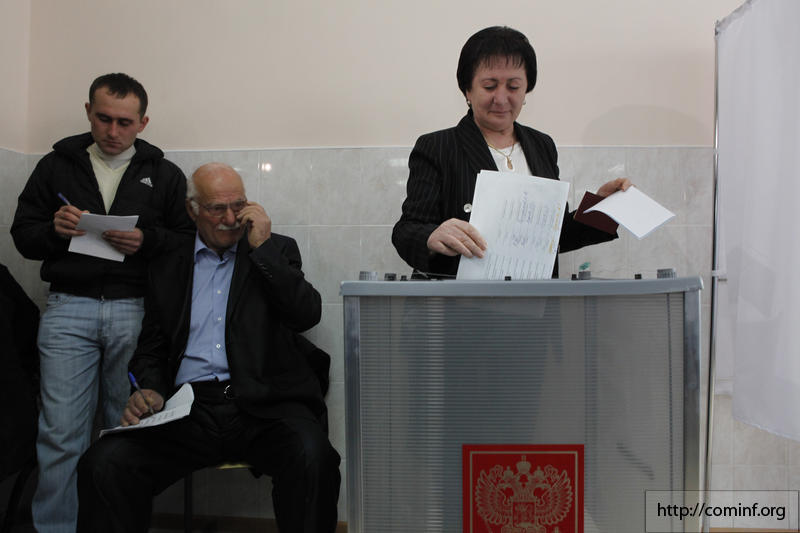
Ałła Dżiojewa w czasie oddawania głosu w I turze wyborów

Wybory prezydenckie w Osetii Południowej w 2011 roku – wybory prezydenckie w separatystycznej Osetii Południowej, przeprowadzone w dwóch turach głosowania 13 listopada i 27 listopada 2011 roku. Ich rezultat został w całości unieważniony przez Sąd Najwyższy 29 listopada 2011.
Wobec nieuznawania niepodległości Osetii Południowej przez większość państw, ich wyniki nie zostały powszechnie przyjęte. Powtórne wybory prezydenckie odbyły się w marcu i kwietnia 2012. Nie startował w nich jednakże żaden z kandydatów z wyborów w 2011. Nowym prezydentem Osetii Południowej został wybrany Leonid Tibiłow. 

## I tura wyborów i referendum
W wyborach uczestniczyło 11 kandydatów. Nie brał w nich udziału natomiast urzędujący prezydent Eduard Kokojty, kończący swoją drugą kadencję, który nie mógł kandydować po raz trzeci.
W pierwszej turze głosowania 13 listopada 2011 zwycięstwo odniósł kandydat władz, były minister ds. sytuacji nadzwyczajnych Anatolij Bibiłow, który uzyskał 25,44% głosów poparcia. Drugie miejsce zajęła była minister edukacji, Ałła Dżiojewa, startująca jako bezpartyjna, która zdobyła 25,37% głosów poparcia. Ponieważ żaden z kandydatów nie zdobył ponad połowy oddanych głosów, zmierzyli się oni w drugiej turze wyborów zaplanowanych na 27 listopada. Frekwencja wyborcza wyniosła 67,05%. 
Równocześnie z wyborami prezydenckimi przeprowadzone zostało referendum dotyczące ustanowienia języka rosyjskiego drugim (obok języka osetyjskiego) językiem urzędowym. W referendum 83,99% głosujących poparło projekt tej zmiany, podczas gdy 16,1% było przeciwnych.

## II tura wyborów
W drugiej turze głosowania 27 listopada 2011, według wstępnych wyników ogłoszonych następnego dnia przez komisję wyborczą (spośród 75 z 84 okręgów wyborczych), Ałła Dżiojewa uzyskała 56,7% głosów, podczas gdy Anatolij Bibiłow 40% głosów. Bibiłow zakwestionował jednak podane wyniki i złożył skargę wyborczą do Sądu Najwyższego, oskarżając sztab Dżiojewy o fałszerstwa wyborcze, w tym zastraszanie wyborców i wręczanie łapówek. Jeszcze tego samego dnia sąd wstrzymał dalsze ogłaszanie wyników wyborów do czasu rozpatrzenia skargi. Dżiojewa odrzuciła oskarżenia i wezwała rywala do wykazania się obywatelską postawą i akceptacji porażki. 
29 listopada 2011 Sąd Najwyższy unieważnił drugą turę wyborów z powodu naruszenia prawa przez zwolenników Dżiojewy w czasie głosowania, w tym zastraszanie wyborców i nakazał powtórzenie całego procesu wyborczego, zakazując Dżiojewie, zgodnie z obowiązującym prawem, ponownego startu ze względu na złamanie prawa przez jej sztab. Parlament nową datę wyborów wyznaczył na 25 marca 2012 roku. Dżiojewa odrzuciła i skrytykowała decyzję sądu. Bibiłow stwierdził, że o jego ewentualnym starcie w przyszłych wyborach zadecyduje jego partia polityczna. Prezydent Kokojty, który miał dalej pełnić funkcję szefa państwa do czasu wyboru następcy, poparł decyzję sądu. 

## Nowe wybory prezydenckie
Anulowanie wyników drugiej tury głosowania doprowadziło do masowych protestów społecznych w Cchinwali. Dżiojewa nie uznała decyzji sądu i zapowiedziała utworzenie własnej, niezależnej administracji. W celu zażegnania kryzysu politycznego 9 grudnia 2011 prezydent Kokojty podpisał porozumienie z opozycją, zgodnie z którym miał ustąpić ze stanowiska, a jego obowiązki do czasu nowych wyborów prezydenckich miał przejąć premier Wadim Browcew. Ze stanowisk mieli zostać również odwołani związani Kokojtym prokurator generalny oraz prezes Sądu Najwyższego. W zamian opozycja zobowiązała się do zakończenia protestów, a Ałła Dżiojewa miała zostać uprawniona do startu w wyborach prezydenckich, wbrew wcześniejszej decyzji Sądu Najwyższego. 10 grudnia 2011 Kokojty, zgodnie z treścią porozumienia, podał się do dymisji.
Ze stanowisk nie zrezygnowali natomiast prokurator generalny oraz prezes Sądu Najwyższego, co poskutkowało odrzuceniem porozumienia przez obóz Dżiojewy. Nie uznała ona decyzji sądu i legalności nowych wyborów zaplanowanych ostatecznie na 25 marca 2012. Wezwała swoich zwolenników do dalszych protestów, obwołując się przy tym prawomocnym prezydentem Osetii Południowej. Swoją inaugurację zaplanowała na 10 lutego 2012. Dzień wcześniej została zatrzymana przez służby bezpieczeństwa, a demonstracja jej zwolenników rozbita. Z powodu kłopotów zdrowotnych została hospitalizowana. Nie wzięła udziału w kolejnych wyborach prezydenckich. 6 lutego 2012 decyzję o niestartowaniu w nowych wyborach podjął również Anatolij Bibiłow. 
Wybory prezydenckie w 2012 wygrał Leonid Tibiłow.